# بوژنچین دوژه
بوژنچین دوژه (به لهستانی:  Borzęcin Duży) یک روستا در لهستان است که در Gmina Stare Babice واقع شده‌است. بوژنچین دوژه ۱٬۳۲۰ نفر جمعیت دارد.